# Merca
Merca er en by i den sydlige del af Somalia, med et indbyggertal på cirka 350.000. Byen ligger syd for hovedstaden Mogadishu, ved kysten til det Indiske Ocean. Byen har, som så mange andre byer i Somalia, været præget af voldsomme kampe under den somaliske borgerkrig.
1°42′N 44°46′Ø / 1.700°N 44.767°Ø
- Wikimedia Commons har flere filer relateret til Merca